# World Team Challenge 2013
World Team Challenge 2013 var den 12:e upplagan av skidskyttetävlingen som avgjordes den 28 december 2013 inne på och strax utanför fotbollsstadion Veltins-Arena i Gelsenkirchen, Tyskland.
Vann gjorde det tyska laget med Laura Dahlmeier och Florian Graf. 
I Sverige sändes tävlingen i SVT.

## Resultat
Tio lag med totalt 20 deltagande tävlade i årets tävling.
| Placering | Namn                                            | Land      |
| --------- | ----------------------------------------------- | --------- |
| 1         | Laura Dahlmeier och Florian Graf                | Tyskland  |
| 2         | Olena Pidhrusjna och Andrej Deryzemlja          | Ukraina   |
| 3         | Teja Gregorin och Jakov Fak                     | Slovenien |
| 4         | Fanny Welle-Strand Horn och Emil Hegle Svendsen | Norge     |
| 5         | Tora Berger och Henrik L'Abée-Lund              | Norge     |
| 6         | Gabriela Soukalová och Ondrej Moravec           | Tjeckien  |
| 7         | Dorothea Wierer och Lukas Hofer                 | Italien   |
| 8         | Andrea Henkel och Andreas Birnbacher            | Tyskland  |
| 9         | Lisa Hauser och Dominik Landertinger            | Österrike |
| 10        | Jekaterina Jurlova och Maksim Tjudov            | Ryssland  |